# Juan Ibáñez Pérez
Juan Ibáñez Pérez (Madrid, 11 de agosto de 1980) es un profesional de radio y televisión español, conocido por ser uno de los colaboradores en el programa de televisión español —en horario de prime time— El hormiguero. Es el hermano menor de Pablo Ibáñez Pérez, excolaborador del mismo programa como «El hombre de negro».

## Biografía

### Radio y literatura
Trabajó entre 2002 y 2007 en el programa M80 Radio No somos nadie bajo las órdenes de Pablo Motos. El programa sustituyó la franja horaria dejada por los veteranos Gomaespuma.
Es coautor de dos libros de monólogos en clave de humor que comparten título y tono con el programa de radio.

### Televisión
En 2006 acompañó a Motos en su salto a televisión, desde su comienzo en el programa El hormiguero en Cuatro. Aparte de ser copresentador y guionista, interpreta al personaje de Trancas, una de las dos hormigas-mascota del programa, proporcionando voz y movimiento a la marioneta durante el programa, excepto en las secciones en las que aparece como sí mismo. Junto a su compañero Damián Mollá forman el dúo Trancas y Barrancas.
Juan también ha participado en diversos programas de humor, por ejemplo, como guionista en múltiples ocasiones en El club de la comedia o como invitado puntual en Muchachada nui o Palomitas.
Desde 2018 participa como actor en la serie Pequeñas coincidencias.
Juan empezó en octubre de 2019 a formar parte del programa "VayaCrack" de La 1 (RTVE).

### Teatro
Fuera de sus apariciones en televisión, es también afamado, pues trabaja además en Tres Calaveras Huecas monologuista, habiendo actuado en salas como el Teatro Maravillas y la Sala Galileo Galilei —ambas en Madrid— y el Teatro Olympia de Valencia.

### Cine
En 2008 formó parte del reparto de El espíritu del bosque, película española secuela de El bosque animado. Interpretó el papel de Ho-ho como si fuera el personaje televisivo Trancas. La película tuvo un éxito discreto, aunque puede decirse que es la secuela animada española más taquillera y más vista, con 189 877 espectadores y 1 036 528,67 euros de recaudación.

### Música
Respecto a su carrera musical conforma, junto a otros compañeros de No somos nadie/El Hormiguero el grupo musical El hombre linterna, al que aporta el bajo y la voz bajo el sobrenombre de «Ajenjo». El grupo realiza versiones rock de canciones de la infancia o dibujos animados y ha publicado un álbum con Sony BMG denominado Cartoon Rock!!